# Atacames Sporting Club
El Atacames Sporting Club es un equipo de fútbol profesional de la ciudad de Atacames, provincia de Esmeraldas, Ecuador. Fue fundado el 29 de mayo de 1983. Su directiva , está integrada o conformada por el presidente, el vicepresidente, el secretario, el tesorero y el coordinador.  Se desempeña en la Segunda Categoría de Esmeraldas, también en la Segunda Categoría del Campeonato Ecuatoriano de Fútbol.
Está afiliado a la Asociación de Fútbol No Amateur de Esmeraldas.